# バリン (マレーシア)
バリン（マレー語: Baling）は、マレーシア北部のケダ州にある街である。バリンの市街地が位置する地区の名前でもある。タイ最南端のベトンの南にある。

## 名前の由来
バリンの名前の由来はヒカヤット・メロン・マハワングサに掲載されているラジャ・ベルシオン（毒牙のある王）というケダの伝説に見ることができる。ラジャ・ベルシオンは冷酷なヴァンパイアのような王で、人間の血を吸い、彼の召使いを食べていた。彼の召使いはついに彼に対抗し、王宮を焼いた。王は王宮から逃げ出し、ブジャン谷にあるケダの古い城に逃げ込んだ。王が捨てた宮殿はメルバウ（Merbau）と呼ばれ、王は毒牙を手でちぎって取り除いた。その結果、メルバウはメルバウ・プラス（Merbau Pulas）と改名された。プラスとは、マレー語でねじることを意味する。
王が両方の毒牙を取り除いたあと、彼は牙を遠くの宮殿に捨てた。彼が牙を捨てた宮殿がバリンと呼ばれるようになった。バリンはマレー語で「投げる」を意味し、その宮殿があったと考えられている場所はシオン（Siong）と呼ばれている。シオンはマレー語で毒牙を意味する。シオンは現在のバリンの一地区である。
バリンはタイ語の"バン・リン（Ban Ling）"(タイ語: บ้านลิง; 発音記号: [bânliŋ]) にも由来する。マレー語では"カンプン・ケラ（Kampung kera）"である。

## 歴史
バリンはマレー人が立ち上げた政府であるマレー人解放軍のリーダーの居住地であり、イギリスが1955年にマレー危機を終わらせるために会談を開いた場所である。マレー人政府のリーダーであるトゥンク・アブドゥル・ラーマンは、報復を行わないことを条件に、共産主義者に軍隊を撤退させるよう懇願した。マレー人解放軍（MRLA）のリーダーの陳平は国の独立を許可するという約束に対する懐疑論を説明した。（マレー人の独立は2年後の1957年に実現した。）. 陳平はマレー人の政府とイギリスがMRLAを選挙に出馬できるよう共産党として認めるよう主張した。この主張は拒否されたように、合意に至った論題はなかった。
バリンにはクアラ・ケチルやパリット・パンジャン（Parit Panjang）、タワール（Tawar）、クアラ・ペガン、クパン、バリン、カンプン・ララン（Kg Lalang）やコタ・バリン・ジャヤ・バトゥ42（Kota Baling Jaya Batu 42）といった街がある。
小さな町の1つにパリット・パンジャンがある。パリット・パンジャンは4つの主要な道路の交差点にある。道はクアラ・ケチル、すなわちクリムやスンガイ・ペタニから来るもの、バトゥ・リマ（Batu Lima）、すなわちグルン やアロースターから来るもの、そしてアサム・ジャワ（Asam Jawa）とクアラ・ペガンを経由してバリン市街地に至る路線である。パリット・パンジャンはクアラ・ケチルから13km、スンガイ・ペタニから25kmの距離に位置している。パリット・パンジャンには6つの村がある。それはカンプン・バンゴル・ベランガン（Kg Banggol Berangan）、カンプン・スンガイ・テンバク（Kg Sungai Tembak）、カンプン・チヤロク・バカプ（Kg Carok Bakap）、カンプン・ブキっ・エンドイ（Kg Bukit Endoi）カンプン・タンドプ・ピザン（Kg Tandop Pisang）とカンプン・ラナイ（Kg Lanai）である。
カンプン・ピザン（Kampung Pisang）とクパン（Kupang）には、セコラー・メネンガー・アガマ・ヤヤサン・カイリアー（Sekolah Menengah Agama Yayasan Khairiah）と呼ばれるイスラム教の学校がある。ヤヤサン・カイリアーはバリン最大の宗教学校である。現在はマレーシア全国から1,700名の生徒が集まっている。